# Mistrzostwa Rumunii w rugby union (1942)
Mistrzostwa Rumunii w rugby union 1942 – dwudzieste szóste mistrzostwa Rumunii w rugby union.
Tytuł po roku przerwy ponownie zdobyła drużyna Tenis Club Român București.